# Dombró
Dombró (románul Dumbrava) település Romániában, Fehér megyében.

## Fekvése
A megye északi részén, a Maros folyó mellett található, Nagyenyedtől 17 km-re északkeletre, Marosújvártól mintegy 4 km-re északnyugatra.

## Története
A falut először 1219-ben említették Bundrov néven. Neve jelenlegi formájában csak 1620-ban tűnik fel az okiratokban.
Első lakosai székelyek voltak, de idővel románok váltották fel a székely lakosságot. Az 1876-os megyerendezésig Aranyosszék részét képezte, majd ezt követően Torda-Aranyos vármegye Felvinci járásához tartozott. A trianoni békeszerződés óta Románia része.

## Lakossága
1910-ben 825 lakosa volt, melyből 818 román és 7 magyar volt.
2002-ben 363 lakosából 361 román, 1 magyar és 1 német volt.